# Petit mahot
Dombeya ficulnea
Espèce
Classification phylogénétique
Le petit mahot (Dombeya ficulnea) est une espèce de plantes à fleurs de la famille des Malvaceae. C'est un arbre endémique de La Réunion, commun dans les forêts des Hauts, entre 700 et 2 000 m d'altitude.
Il peut atteindre une dizaine de mètres de hauteur. Il est assez ramifié et présente une silhouette en dôme. L'écorce est souvent marquée de bandes transversales blanches.
Parmi les différentes espèces de mahots, le petit mahot est celui qui possède les feuilles les plus petites. Celles-ci sont ovales, assez coriaces et d'apparence bicolore, vertes au-dessus et rousses au-dessous, à cause de la présence de petits poils roux, épars sur la face supérieure et très denses sur la face inférieure.
Les fleurs sont abondantes, groupées en ombelles, de couleur blanche à rose.

## Usage ancien
Autrefois, l'écorce solide des mahots servait à lier les fagots.